# Thomas Endres
Pour les articles homonymes, voir Endres.
Thomas Endres est un fleurettiste allemand né le 12 septembre 1969 à Wurtzbourg.

## Carrière
Thomas Endres participe à l'épreuve de fleuret par équipe lors des Jeux olympiques d'été de 1988 à Séoul et remporte la médaille d'argent avec Matthias Behr, Thorsten Weidner, Ulrich Schreck et Mathias Gey.